# فرناس (اسم)
فرناس هو اسم علم مذكر من أصل عربي، ومعناه هو الشديد الشجاع الأسد.

## وصلات خارجية
- موسوعة السلطان قابوس لأسماء العرب نسخة محفوظة 5 أبريل 2019 على موقع واي باك مشين.